# Нампа (Айдахо)
Нампа (англ. Nampa) — місто округу Каньйон, штат Айдахо, США. Нампа є найбільшим містом в окрузі та другим за розміром у штаті після столиці Бойсе.

## Історія
Поселення було засновано у 1880-х роках на залізниці між містами Грейнджер у Вайомінгу та Хантінгтон в Орегоні. Перші мешканці міста були релігійнии і назвали його «Нью-Джерусалем» (англ. New Jerusalem, «Новий Єрусалим»). За рік кількість будинків в поселенні виросла у 15 до 50. Згодом поселення було перейменовано в «Нампа». На думку деяких місцевих істориків, це слово походить від індіанського «Намбу» — «сліди» або «мокасини». В холодну погоду місцеві індіанці набивали свої мокасини полином, від чого їх сліди були більше, ніж зазвичай. У 1890 поселення отримало статус міста. В 1890-х роках в Нампі була побудована перша початкова школа. 1909 року в місті трапилася велика пожежа, у якій згоріло кілька центральних кварталів. 1908 року в Нампі була побудована бібліотека Карнеґі. В 1906–1911 Бюро меліорації вело будівництво водосховища Дір-Флет. 1909 року президент Рузвельт заснував навколо нього заповідник Дір-Флет. З 1937 року в місті відбувається родео річки Снейк.

## Географія
Нампа розташована розташоване на височині приблизно в 750 метрів за координатами 43°34′57″ пн. ш. 116°33′50″ зх. д. / 43.58250° пн. ш. 116.56389° зх. д. (43.582381, -116.563875).  За даними Бюро перепису населення США в 2010 році місто мало площу 81,18 км², з яких 80,79 км² — суходіл та 0,39 км² — водойми.

### Клімат
| Клімат : Нампа          | Клімат : Нампа | Клімат : Нампа | Клімат : Нампа | Клімат : Нампа | Клімат : Нампа | Клімат : Нампа | Клімат : Нампа | Клімат : Нампа | Клімат : Нампа | Клімат : Нампа | Клімат : Нампа | Клімат : Нампа | Клімат : Нампа |
| Показник                | Січ.           | Лют.           | Бер.           | Квіт.          | Трав.          | Черв.          | Лип.           | Серп.          | Вер.           | Жовт.          | Лист.          | Груд.          | Рік            |
| Абсолютний максимум, °C | 15,6           | 21,1           | 27,2           | 33,9           | 37,8           | 39,4           | 42,8           | 41,7           | 38,3           | 34,4           | 23,3           | 18,3           | 42,8           |
| Середній максимум, °C   | 2,8            | 7,2            | 12,8           | 17,8           | 22,8           | 27,8           | 32,8           | 31,7           | 26,1           | 18,9           | 9,4            | 3,9            | 17,9           |
| Середній мінімум, °C    | −6,1           | −3,3           | −0,6           | 2,2            | 6,7            | 10,6           | 13,3           | 12,2           | 7,2            | 2,2            | −2,2           | −6,1           | 3,0            |
| Абсолютний мінімум, °C  | −28,9          | −29,4          | −10,6          | −6,7           | −3,3           | 0,6            | 3,3            | 2,2            | −2,2           | −9,4           | −19,4          | −32,2          | −32,2          |
| Норма опадів, мм        | 35             | 29             | 34             | 28             | 31             | 16             | 8              | 6              | 15             | 18             | 33             | 36             | 289            |
| ----------------------- | -------------- | -------------- | -------------- | -------------- | -------------- | -------------- | -------------- | -------------- | -------------- | -------------- | -------------- | -------------- | -------------- |
| Джерело:                |                |                |                |                |                |                |                |                |                |                |                |                |                |

| Кліматограма Нампи                                                                                           | Кліматограма Нампи | Кліматограма Нампи | Кліматограма Нампи | Кліматограма Нампи | Кліматограма Нампи | Кліматограма Нампи | Кліматограма Нампи | Кліматограма Нампи | Кліматограма Нампи | Кліматограма Нампи | Кліматограма Нампи |
| --- | ------------------ | ------------------ | ------------------ | ------------------ | ------------------ | ------------------ | ------------------ | ------------------ | ------------------ | ------------------ | ------------------ |
| С | Л                  | Б                  | К                  | Т                  | Ч                  | Л                  | С                  | В                  | Ж                  | Л                  | Г                  |
| 31 4 −5 | 25 8 −3            | 32 14 0            | 27 18 3            | 33 23 7            | 17 28 11           | 6.6 33 14          | 5.8 33 13          | 12 27 8            | 19 3               | 32 10 −2           | 37 4 −6            |
| Середня макс. і мін. температури повітря (°C) Атмосферні опади (мм), за рік : 278,8 мм. Джерело: weather.com |                    |                    |                    |                    |                    |                    |                    |                    |                    |                    |                    |

## Демографія
Згідно з переписом 2010 року, у місті мешкало 81 557 осіб у 27 729 домогосподарствах у складі 20 016 родин. Густота населення становила 1005 осіб/км².  Було 30507 помешкань (376/км²).
Расовий склад населення:
| - 82,9 % — білих - 1,2 % — корінних американців - 0,9 % — азіатів - 0,7 % — чорних або афроамериканців - 0,4 % — вихідців з тихоокеанських островів - 10,7 % — осіб інших рас |

До двох чи більше рас належало 3,2 %. Частка іспаномовних становила 22,9 % від усіх жителів.
За віковим діапазоном населення розподілялося таким чином: 32,3 % — особи молодші 18 років, 57,4 % — особи у віці 18—64 років, 10,3 % — особи у віці 65 років та старші. Медіана віку мешканця становила 30,1 року. На 100 осіб жіночої статі у місті припадало 96,0 чоловіків;  на 100 жінок у віці від 18 років та старших — 92,2 чоловіків також старших 18 років.
Середній дохід на одне домашнє господарство  становив 47 069 доларів США (медіана — 40 060), а середній дохід на одну сім'ю — 52 365 доларів (медіана — 45 254). Медіана доходів становила 33 390 доларів для чоловіків та 28 914 долари для жінок. За межею бідності перебувало 23,6 % осіб, у тому числі 31,3 % дітей у віці до 18 років та 9,4 % осіб у віці 65 років та старших.
Цивільне працевлаштоване населення становило 35 392 особи. Основні галузі зайнятості: освіта, охорона здоров'я та соціальна допомога — 21,1 %, роздрібна торгівля — 14,0 %, виробництво — 11,9 %.

### Дані по динаміці чисельності населення
- Moffatt, Riley.Population History of Western U.S. Cities & Towns, 1850–1990. Lanham: Scarecrow, 1996, 96.
- Subcounty population estimates: Idaho 2000-2007. United States Census Bureau, Population Division. 18 березня 2009. Архів оригіналу (CSV) за 26 вересня 2008. Процитовано 28 квітня 2009.